# Хабу
Ха̀бу (на шведски: Habo) е град в южна Швеция, лен Йоншьопинг. Главен административен център на едноименната община Хабу. Разположен е на 5 km от западния бряг на езерото Ветерн. Намира се на около 290 km на югозапад от столицата Стокхолм и на 15 km на север от Йоншьопинг. Има жп гара. Населението на града е 6883 жители според данни от преброяването през 2010 г.